# Pin's Kim Il-sung et Kim Jong-il
Les pin's Kim Il-sung et Kim Jong-il sont portés en Corée du Nord par tous les citoyens à partir de l'âge de 12 ans. Fabriqués depuis la fin des années 1960 par l'atelier Mansudae, il en existe plus de 20 types différents selon les classes sociales, dont certains sont plus recherchés que d'autres. Les citoyens ordinaires portent des pin's simples avec le seul portrait de Kim Il-sung, tandis que ceux qui sont haut placés dans la société préfèrent arborer des pin's avec à la fois le portrait de Kim Il-sung et de Kim Jong-il.
L'idée des pin's est inspirée par l'exemple chinois de ceux du Président Mao (en). Cependant, à la différence de leurs homologues chinois, qui ne sont jamais obligatoires à porter, les pin's nord-coréens sont un élément obligatoire de la tenue des Nord-Coréens depuis presque toute leur existence. Ils sont ainsi culturellement plus importants que les pin's Mao et sont un élément très important du culte de la personnalité en Corée du Nord. Selon l'auteur Jae-Cheon Lim, les pin's sont un « symbole formatif représentant les dirigeants nord-coréens. [...] Les porter est un symbole d'identité montrant que les Nord-Coréens appartiennent à leur chef, se distinguant ainsi des citoyens étrangers. Contrairement à d'autres symboles du dirigeant, le pin's peut être porté. [...] C'est donc un symbole qui répond à l'idée que les dirigeants sont toujours avec les gens ».
Ils peuvent également être comparés aux colliers à croix (en) portés par les Chrétiens comme signe de dévotion à une cause, avec un parallèle établi entre la religion et le culte de la personnalité nord-coréen.

## Histoire

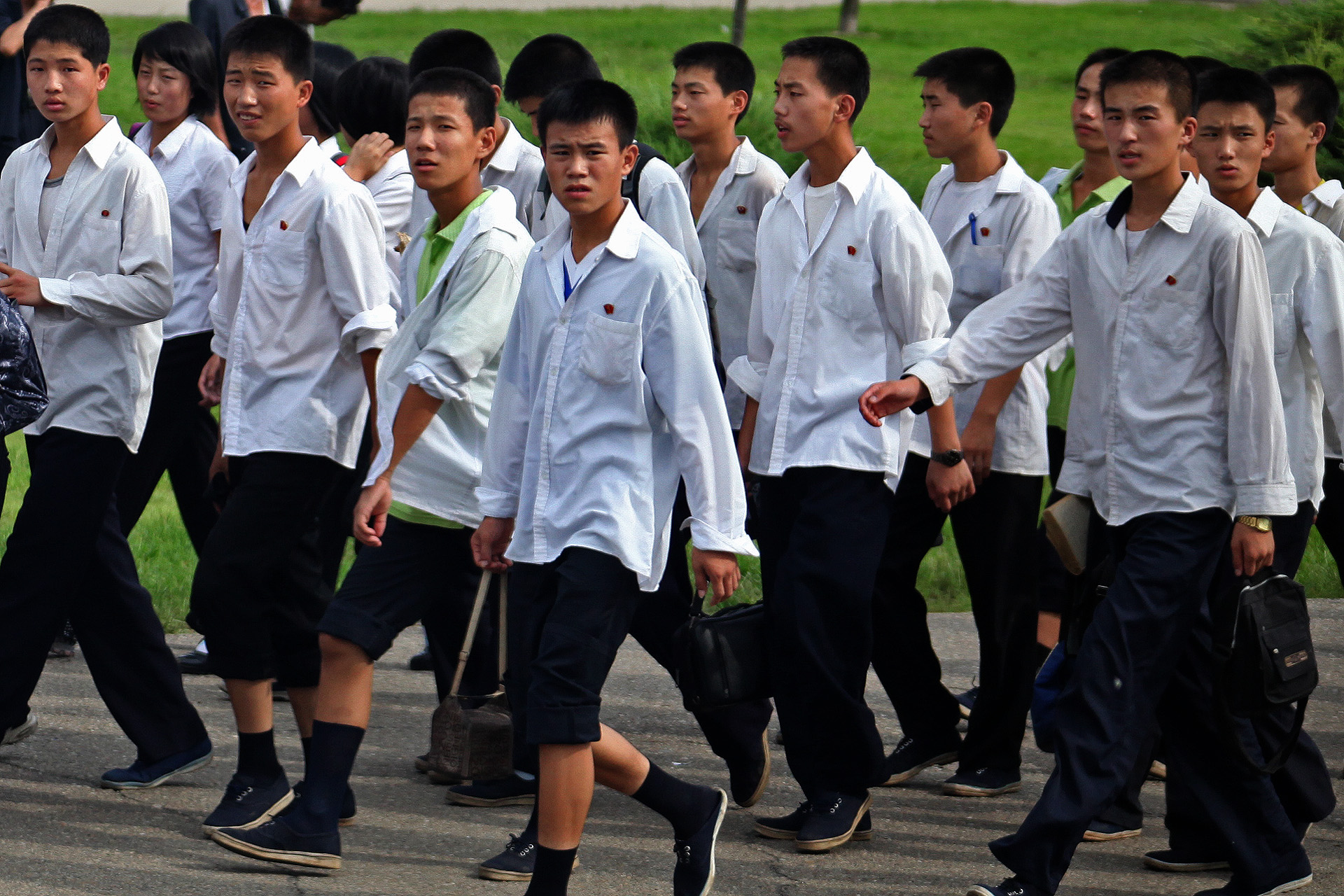
Jeunes Nord-Coréens arborant des pin's Kim Il-sung.

L'inspiration de ces pin's vient des pin's du Président Mao (en) portés par les Chinois durant la révolution culturelle, bien que la propagande en Corée du Nord attribue l'idée à Kim Jong-il. Ils sont suggérés par Hwang Jang-yop, futur transfuge nord-coréen après que l'incident de la faction Kapsan de 1967 ait déclenché l'intensification systématique du culte de la personnalité de Kim Il-sung en général et l'introduction des pin's en particulier.
Des pin's arborant le portrait de Kim Il-sung apparaissent pour la première fois en 1953. À la fin des années 1960, l'atelier Mansudae commence à les fabriquer pour les cadres du Parti du travail de Corée, qui doivent dorénavant les porter à la suite de l'incident de la faction de Kapsan. La production de masse commence en novembre 1970 après un décret de Kim Il-sung. Les tout premiers pin's avec des portraits sont produits par le Département nord-coréen de propagande et d'incitation. Ce lot de pin's présente un « portrait sévère de Kim Il-sung avec la bouche fermement fermée ». Ils sont alors appelés « Pin's du Parti » parce que seuls les fonctionnaires en portaient, mais les Nord-Coréens ordinaires pouvaient également les acheter illégalement dans l'intention de montrer un statut social plus élevé. Les pin's deviennent une partie obligatoire de la tenue de tous les Nord-Coréens lors du 60e anniversaire de Kim Il-sung le 15 avril 1972. La plupart des Nord-Coréens commencent à en porter un à partir de là. Le pin's Kim Il-sung est redessiné après la mort de Kim Il-sung pour le représenter avec un sourire.
Depuis la famine en Corée du Nord dans les années 1990, le gouvernement de la Corée du Nord a diminué son contrôle de surveillance du port des pin's. Beaucoup de personnes ont cessé d'en porter en public et, en 2004, le gouvernement aurait répondu en tolérant cette pratique. Pendant un temps, tout au moins, seuls les membres du parti étaient obligés d'en porter un, bien que la plupart des gens continuaient à le faire de toute façon.
Les pin's avec le portrait de Kim Jong-il apparaissent en 1982 et beaucoup de personnes commencent à en porter un à côté de leurs pin's Kim Il-sung. Le premier pin's avec les deux portraits des dirigeants apparaît dans les années 1980 mais est alors différent de l'actuel pin's réservé aux cadres des services de sécurité. Les pin's Kim Jong-il disparaissent dans les années 1990 à la suite de sa prétendue remarque : « Comment puis-je être présenté au même niveau que notre seul « Soleil », Kim Il Sung ?». En 1992, au moment du 50e anniversaire de Kim Jong-il, le pin's avec son seul portrait réapparaît. Il devient cependant impopulaire en raison de sa réticence connue à être élevée au niveau de son père. Les pin's Kim Jong-il commencent à être portés plus largement à partir de l'an 2000, avec un dessin renouvelé, et les pin's avec les deux Kim ne sont apparus que récemment.
Les modèles ronds sont les plus anciens. Les tout premiers pin's ronds de 1953 représentent Kim Il-Sung de profil en uniforme militaire, tout comme leurs homologues chinois. Le visage de Kim vu de face commence à être représenté dans les années 1980. Les pin's rectangulaires apparaissent dans les années 1980 et sont d'abord réservés aux personnes travaillant dans les organisations de sécurité de l'État. Les pin's en forme de drapeau apparaissent au début des années 1980. Ils présentent le symbole du Parti, de l'État ou d'une organisation de jeunesse. Celui portant l'emblème du Parti du travail devient cependant le plus populaire.
Après la mort de Kim Jong-il en décembre 2011, des officiels du parti commencent à porter des pin's Kim Jong-il à côté de ceux de Kim Il-sung. Par la suite, en avril 2012, le pin's avec les deux visages est réintroduit dans sa forme actuelle.
Les pin's avec les deux dirigeants sont utilisés depuis peu dans les échanges des personnes voyageant entre régions pour suivre les marchés jangmadang. Auparavant, de la méthamphétamine était utilisée pour le troc avant que diverses mesures de répression aient rendu cette pratique difficile. Les pin's ont finalement remplacé les médicaments malgré la chute des prix. À Pyongyang également, lorsque l'argent ou les objets précieux commencent à manquer, les pin's peuvent servir de monnaie d'échange. Cela en fait cependant des cibles pour les voleurs. Les criminels, qui sont souvent plus riches que les Nord-Coréens ordinaires, choisissent généralement de porter les types de pin's valant le plus cher comme symboles de statut.

## Port du pin's

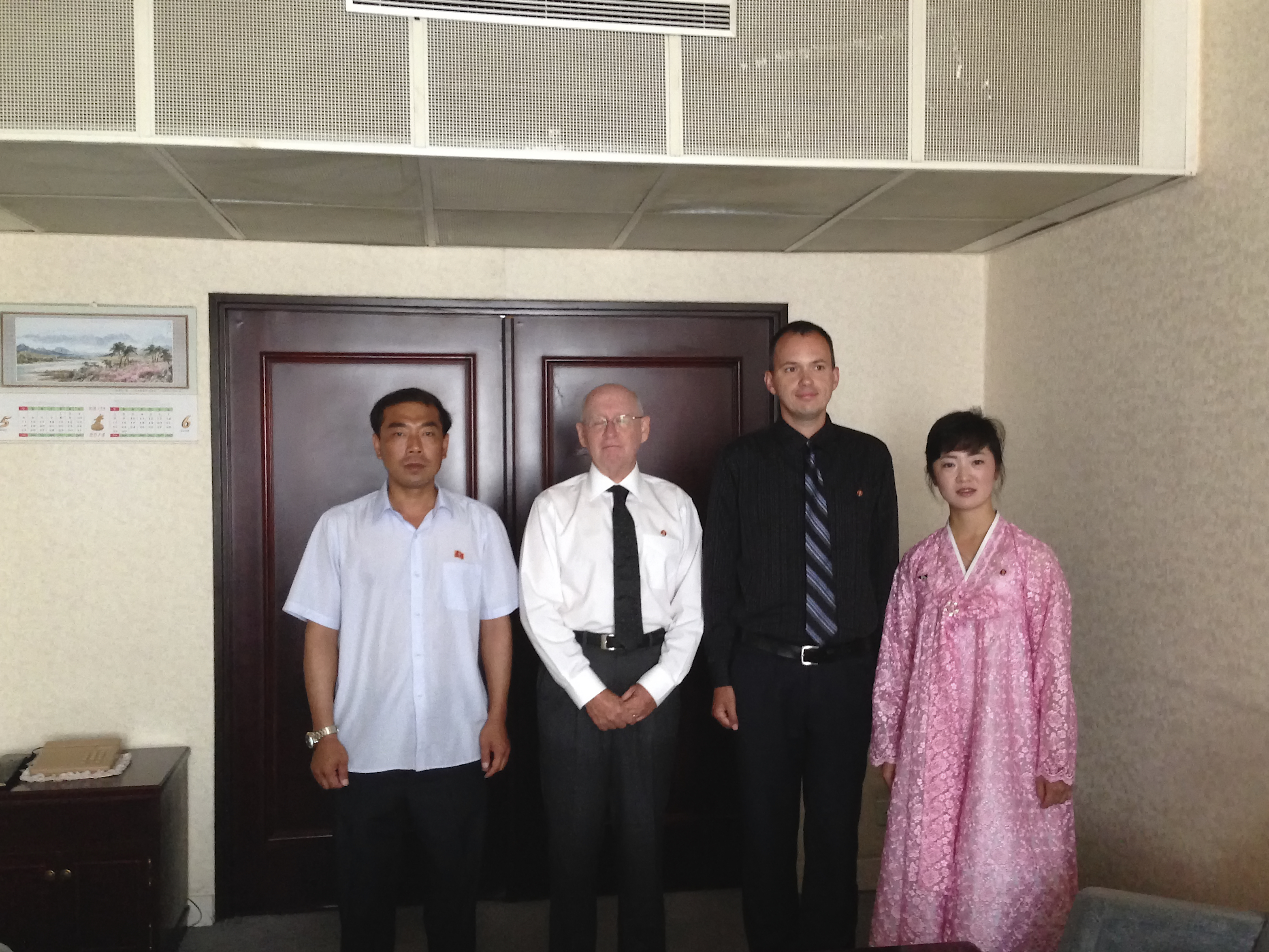
Étrangers ayant reçu des pin's Kim Il-sung à l'hôtel international Yanggakdo.

Pratiquement tous les Nord-Coréens portent ces pin's. Ils commencent à le porter à l'âge de 12 ans en le plaçant au-dessus de leurs pin's de l'union des enfants coréens. Les citoyens de plus de 16 ans sont obligés de porter les pin's chaque fois qu'ils quittent leur domicile.
Le respect des pin's est consacré dans les Dix principes pour l'établissement d'un système idéologique monolithique qui exigent qu'ils « soient traités avec respect et protégés avec le plus grand soin ». Si quelqu'un est attrapé à l'extérieur de sa maison sans son pin's, il doit s'expliquer lors de la prochaine séance d'autocritique commune. Les pin's sont offerts gratuitement aux Nord-Coréens en âge de les porter par le biais de leur travail. Perdre ou vendre son pin's engendre le fait de devoir prouver que cette perte s'est faite sans intention malveillante avant d'en recevoir un nouveau.
Un Nord-Coréen possédera plusieurs pin's différents selon les différents stades de sa vie, deux ou trois en moyenne, mais certains en ont beaucoup plus.
Les pin's ne sont généralement pas vendus aux touristes mais peuvent leur être offert pour fidélité. Récemment, des pin's ont été sortis hors du pays pour être vendus et peuvent être trouvés dans les villes chinoises en particulier, bien que leur vente soit illégale en Chine aussi. Des pin's authentiques ou contrefaits sont vendus à Tumen. La plupart des pin's trouvés en dehors du pays sont des contrefaçons, tels que ceux régulièrement mis en vente à Dandong. Dernièrement, les pin's peuvent être vendus aux étrangers en Corée du Nord également. À l'avenir, les pin's devraient devenir de véritables objets de collection.
Les pin's sont portés uniquement sur les vêtements intérieurs, soit sur le revers de la veste ou sur une chemise, mais jamais sur les manteaux. Habituellement, ils sont portés sur le côté gauche d'un vêtement, sur le cœur. Il existe des moyens atypiques de porter les pin's qui sont considérés à la mode par les Nord-Coréens, chez les jeunes en particulier. Les écoliers et les adolescents utilisent les pin's pour « égayer » leurs uniformes. Une telle façon atypique est de porter son pin's sur la bordure de son vêtement, chez les enfants des familles de classe supérieure de Pyongyang en particulier.
Bien qu'il soit obligatoire de porter un pin's, les fonctionnaires nord-coréens affirment parfois que cela se fait par pure loyauté. La plupart des Nord-Coréens préfèrent simplement les porter parce qu'il est beaucoup plus sûr de le faire. Les pin's sont enlevés à de rares occasions, par exemple lorsque l'on rentre dans une église pour le culte.
Les Nord-Coréens qui voyagent à l'étranger portent presque toujours ces pin's et sont parfois ridiculisés par des étrangers pour cela.

## Types de pin's

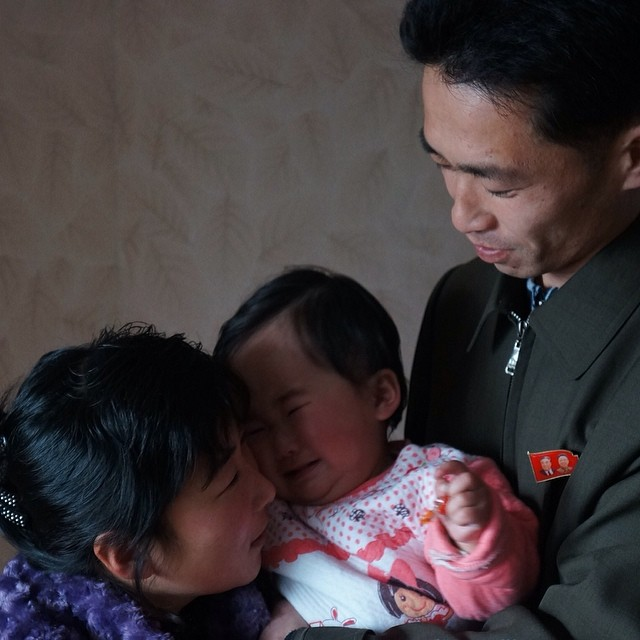
Le pin's avec les deux visages de Kim Il-sung et Kim Jong-il est le type le plus prestigieux.

Les pin's sont fabriqués par l'atelier Mansudae. Ils existent dans différentes formes et tailles. Contrairement à la Chine, où les pin's du président Mao étaient diversifiés parce que leur production n'était pas supervisée par le gouvernement, les pin's nord-coréens ont relativement peu de variantes. Dans l'ensemble, il existe plus de 20 types différents. La taille, la forme, la couleur et le type de métal indiquent le statut social et les affiliations institutionnelles de la personne qui le porte. Par exemple, les jeunes du parti portent de grands pin's ronds, tandis que les gens ordinaires portent des pin's ronds plus petits. Bien que la plupart des pin's ne comportent qu'un portrait de Kim Il-sung, il y a deux exceptions. Le type le plus prestigieux est celui avec les deux portraits de Kim Il-sung et Kim Jong-il dans un drapeau rouge. Aucun autre type ne comporte les deux dirigeants. Ceux-ci sont réservés seulement aux hauts fonctionnaires du Parti du travail de Corée. Il est si rare d'en voir un que cela « peut surprendre un fonctionnaire nord-coréen de rang inférieur ». L'autre exception est le pin's avec le portrait de Kim Jong-il uniquement. Il est porté par des cadres des services de sécurité et est également très rare.
Certains possèdent des pin's avec le dirigeant en costume occidental, d'autres en tenue militaire ou un autre type de vêtements.
Avant que Kim Jong-un ne soit confirmé comme successeur de Kim Jong-il et alors que Kim Jong-chol était considéré comme le prochain dirigeant du pays, un petit lot limité de pin's avec le portait de Kim Jong-chol aurait été fabriqué et donné aux cadres du Cabinet de la Corée du Nord (en), du parti, et de l'armée. Il n'y a pas encore de pin's avec le portrait de Kim Jong-un, mais des experts pensent que ce n'est qu'une question de temps.